# Rutenummererede veje i Danmark
En rutenummereret vej er en vej i Danmark, som har fået tildelt et rutenummer.

## Historie
Frem til midten af 1980'erne var danske hovedveje forsynet med et A-nummer. Dette omfattede 18 såkaldte hovedlandeveje, hvoraf hovedvej A10 var den længste. Ud over dette fandtes et overordnet system af Europaveje forsynet med et E-nummer. Derudover var der en række amtsveje i de enkelte dele af landet.
I 1982 blev det danske vejnummersystem ændret som led i en fælleseuropæisk ordning. Det nye (og nugældende) rutenummersystem består af tre slags rutenumre:
- Europaruter, der (som tidligere) var angivet med bogstavet E+nummer med hvid tekst på grøn baggrund og med hvid ramme. Danmark har i dag fem E-ruter.
- Primærruter, der var angivet med sort nummer på gul baggrund og med sort ramme. Disse kan være 1- eller 2-cifrede. Danmark har omkring 40 primærruter.
- Sekundærruter, der var en ny klasse og som er angivet med sort nummer på hvid baggrund og med sort ramme. Disse er altid 3-cifrede. Danmark har omkring 150 sekundærruter.

E-ruterne udgjorde ved nyordningens indførelse omkring 900 km, primærruterne omkring 3.700 km og sekundærruterne omkring 5.500 km
Omkring 1985 blev europavejnettet omlagt, og vejene fik nye numre. Dette system blev implementeret i Danmark i 1992:
- E20: Esbjerg – Kolding – Odense – København
- E39: Nørresundby – Hirtshals
- E45: Frederikshavn – Aalborg – Aarhus – Kolding – Padborg
- E47: Helsingør – København – Køge – Rødbyhavn
- E55: Helsingør – København – Køge – Gedser

For at lette og fremme brugen indførtes ved samme lejlighed henvisningstavler. Disse er magen til rutenumrene bortset fra, at rammen er punkteret i stedet for fuldt optrukket.

## Tidligere hovedveje i Danmark
Nedenfor er ruterne for de tidligere hovedveje angivet i overordnede træk. I praksis skete der af og til lokale ændringer i forbindelse med etablering af nye motorveje, omfartsveje, broer og færgeruter. Der er således flere eksempler på, at ruter der oprindeligt gik gennem en af de nævnte byer senere blev lagt udenom.
| Hovedvej | Strækning | Erstatning                                                                           |
| -------- | --- | ------------------------------------------------------------------------------------ |
| A1       | København - Roskilde - Ringsted - Sorø - Slagelse - Halsskov-Knudshoved (færge) - Odense - Middelfart - Kolding - Vejen - Holsted - Esbjerg                                | E66 (omdøbt til E20 i 1992)                                                          |
| A2       | København - Køge - Rønnede - Vordingborg - Orehoved - Nykøbing Falster - Gedser                                                                                            | E4 (omdøbt til E55 i 1992), E64 (omdøbt til E47 i 1992), E66 (omdøbt til E20 i 1992) |
| A3       | København - Gentofte - Hørsholm - Kvistgård - Helsingør | E4 (omdøbt til E55 i 1992), primærrute 19                                            |
| A4       | Roskilde - Gevninge - Holbæk - Svinninge - Kalundborg | Primærrute 23                                                                        |
| A5       | Gentofte - Holte - Hillerød | Sekundærrute 201                                                                     |
| A6       | Roskilde - Jyllinge - Ølstykke - Slangerup - Hillerød - Kvistgård | Primærrute 6                                                                         |
| A7       | Nykøbing Falster - Sakskøbing - Maribo - Nakskov - Tårs | Primærrute 9                                                                         |
| A8       | Nyborg - Kværndrup - Faaborg - Bøjden-Fynshav (færge) - Sønderborg - Gråsten - Kruså - Rens - Tønder                                                                       | Primærrute 8                                                                         |
| A9       | Rudkøbing - Svendborg - Kværndrup - Ringe - Odense | Primærrute 9                                                                         |
| A10      | Kruså - Aabenraa - Haderslev - Christiansfeld - Kolding - Vejle - Horsens - Skanderborg - Aarhus - Randers - Hobro - Aalborg - Nørresundby - Sæby - Frederikshavn - Skagen | E3 (omdøbt til E45 i 1992), primærrute 40                                            |
| A11      | Tønder grænse - Ribe - Bramming - Varde - Skjern - Holstebro - Struer - Thisted - Fjerritslev - Aabybro - Løkken - Hjørring - Frederikshavn                                | Primærrute 11, 35, 55                                                                |
| A12      | Esbjerg - Varde | Primærrute 12                                                                        |
| A13      | Vejle - Tørring - Nørre Snede - Pårup - Viborg - Møldrup - Støvring | Primærrute 13                                                                        |
| A14      | Nørresundby - Brønderslev - Hjørring - Hirtshals | Primærrute 13                                                                        |
| A15      | Grenaa - Rønde - Aarhus - Låsby - Silkeborg - Ikast - Herning - Videbæk - Ringkøbing                                                                                       | Primærrute 15, 16, 46                                                                |
| A16      | Grenaa - Auning - Randers - Viborg - Sjørup - Holstebro - Ulfborg - Ringkøbing                                                                                             | Primærrute 16                                                                        |
| A17      | Nørresundby - Aabybro | Primærrute 11                                                                        |
| A18      | Erritsø - Vejle - Jelling - Brande - Herning - Aulum - Holstebro | E67 (omdøbt til E20 i 1992), Primærrute 18                                           |

| Hovedvej | Strækning | Ændret til |
| -------- | --- | ---------- |
| E3       | Kruså - Aabenraa - Haderslev - Christiansfeld - Kolding - Vejle - Horsens - Skanderborg - Aarhus - Randers - Hobro - Aalborg - Nørresundby - Sæby - Frederikshavn | E45        |
| E4       | Helsingør - Hørsholm - København (Motorring 3) - Køge - Rønnede - Vordingborg - Orehoved - Sakskøbing - Maribo - Rødbyhavn                                        | E55        |
| E64      | Orehoved - Nykøbing Falster - Gedser | E47        |
| E66      | København - Roskilde - Ringsted - Sorø - Slagelse - Halsskov-Knudshoved (færge) - Odense - Middelfart - Kolding - Vejen - Holsted - Esbjerg                       | E20        |
| E67      | Erritsø - Vejle | E20        |